# Verus (gladiator)
Verus was een bekende gladiator in het Romeinse Rijk van de 1e eeuw n.Chr. tijdens de regeringsperiodes van de Romeinse keizers Vespasianus en Titus. Zijn gevecht met de gladiator Priscus vormde het hoogtepunt van de openingsdag van de door Titus georganiseerde spelen bij de ingebruikneming van het Amphitheatrum Flavium (later Colosseum genoemd) in 80 n.Chr.. Hun gevecht is vereeuwigd in een lofgedicht van Marcus Valerius Martialis. Het is de enige gedetailleerde beschrijving van een gladiatorgevecht die bewaard gebleven is. Beide gladiators werden tot overwinnaar van het gevecht uitgeroepen en kregen als beloning van de keizer hun vrijheid.

## Lofdicht
Uit Martialis, Liber de Spectaculis 29:
Cum traheret Priscus, traheret certamina Verus,
esset et aequalis Mars utriusque diu,
missio saepe uiris magno clamore petita est;
sed Caesar legi paruit ipse suae; —
lex erat, ad digitum posita concurrere parma: —
quod licuit, lances donaque saepe dedit.
Inuentus tamen est finis discriminis aequi:
pugnauere pares, subcubuere pares.
Misit utrique rudes et palmas Caesar utrique:
hoc pretium uirtus ingeniosa tulit.
Contigit hoc nullo nisi te sub principe, Caesar:
cum duo pugnarent, uictor uterque fuit.